# Riksdagen 1654
Riksdagen 1654 ägde rum i Uppsala.
Ständerna sammanträdde den 4 maj 1654.  Lantmarskalk var Erik Henriksson Fleming. Prästeståndets talman var biskop Johannes Canuti Lenaeus. Borgarståndets talman var Nils Nilsson, bondestådets talman var Per Eriksson (Wast).
Drottning Kristina abdikerar den 6 juni. Samma dag tillträder och kröns hennes kusin Karl X Gustav till svensk kung.
Riksdagen avslutades den 21 juni 1654.